# Winston (Oregon)
Winston is een plaats (city) in de Amerikaanse staat Oregon, en valt bestuurlijk gezien onder Douglas County.

## Demografie
Bij de volkstelling in 2000 werd het aantal inwoners vastgesteld op 4613. In 2006 is het aantal inwoners door het United States Census Bureau geschat op 4780, een stijging van 167 (3,6%).

## Geografie
Volgens het United States Census Bureau beslaat de plaats een oppervlakte van 5,6 km², geheel bestaande uit land. Winston ligt op ongeveer 338 m boven zeeniveau.

## Plaatsen in de nabije omgeving
De onderstaande figuur toont nabijgelegen plaatsen in een straal van 20 km rond Winston.